# Alisa Kolosova
Alisa Vladimirovna Kolosova (in russo Алиса Владимировна Колосова?, IPA: [ɐlʲˈisə vɫɐˈdʲimʲɪrəvnə ˈkoɫəsəvə]; Mosca, 29 giugno 1987) è un mezzosoprano russo.
Fa parte della compagnia di cantanti lirici del Teatro dell'Opera di Vienna.

## Biografia
Alisa ha iniziato a studiare musica già all’età di 5 anni arrivando a vincere, compiuti gli 8 anni, concorsi vocali per bambini e adolescenti. Ottenuto il diploma da privatista, tra il 2004 e il 2005 ha intrapreso gli studi presso la facoltà di teatro musicale dell’Università russa di arti teatrali (GITIS) a Mosca.
Dal 2005 al 2007 ha studiato presso il dipartimento di canto del Conservatorio di Mosca. Ha partecipato a master-class tenute da insegnanti professionisti come Makvala Kasrašvili, Sergej Lejferkus e Christa Ludwig.
Al termine del suo percorso formativo, Alisa Kolosova ha intrapreso una brillante carriera che l’ha portata ad esibirsi nei più importanti Teatri dell’Opera d’Europa, qui di seguito esposta cronologicamente.

### 2008
Pressoché all'inizio della sua carriera Alisa Kolosova ha preso parte ad una rappresentazione dell’opera Suor Angelica di Puccini all'Università russa di arti teatrali (ex GITIS). Successivamente, ha cantato la parte melodica affidata alla viola nel Requiem di Mozart insieme all’orchestra Pratum Integrum diretta da Pavel Serbin, la parte affidata alla viola nell’oratorio Messiah di Händel con l'orchestra Viva Musica diretta da Aleksandr Caljuk e la parte di mezzosoprano nell'Oratorio di Natale di Saint-Saëns. In autunno è stata finalista del prestigioso concorso europeo "Competizione dell'Opera" a Dresda e si è esibita sul palco del famoso Semperoper.

### 2009
A gennaio ha ricevuto il Premio della Giuria da Teresa Berganza al Concorso Francesc Viñas di Barcellona.
In estate ha partecipato al Programma per Giovani Cantanti Lirici del Festival di Salisburgo, dove ha studiato il ruolo di Irene dall'oratorio Teodora di Händel e il ruolo di Cherubino dall'opera Le nozze di Figaro di Mozart. Alisa ha anche partecipato al concerto finale previsto dal Programma alla Mozarteum con orchestra diretta da Ivor Bolton.
Dal mese di ottobre è stata tirocinante presso l’Opéra National de Paris esibendosi in diversi concerti di musica da camera, come ad esempio Madrigals su musica di Philippe Fénelon, in opere per voci composte da Schumann ed al Concerto di Gala dei tirocinanti dell'Opéra National de Paris che si tiene annualmente presso l’Opéra Garnier.

### 2010
Nel mese di maggio ha interpretato il ruolo di Giuditta nell'opera di Mozart La Betulia Liberata al Festival di Pentecoste a Salisburgo, sotto la direzione del Maestro Riccardo Muti. Questa produzione è stata anche eseguita al Ravenna Festival riscuotendo particolare successo.
Nel periodo estivo Alberto Zedda, grande conoscitore della musica di Rossini, ha invitato Alisa Kolosova ad esibirsi al Rossini Opera Festival di Pesaro partecipando contemporaneamente al corso di formazione professionale tenuto nella stessa città presso l'Accademia Rossiniana. Nell'ambito del Festival Alisa ha interpretato la parte della Marchesa Melibea nell'opera Il viaggio a Reims di Rossini e studiato la parte di Cenerentola dall'omonima opera di Rossini.
Nei mesi di settembre e ottobre ha interpretato con grande successo il ruolo di Ol’ga nell’opera Evgenij Onegin diretta da Vasilij Petrenko sul palcoscenico dell’Opéra Bastille. Il 4 novembre è stata premiata dagli sponsor dell’Opéra National de Paris con il Prix de l'AROP che viene assegnato una volta all'anno nelle categorie maschile e femminile ai giovani solisti dell'Opéra. Nel corso dello stesso mese ha cantato la parte melodica assegnata alla viola nell’oratorio Messiah di Händel a Oslo (Den Norske Opera & Ballett) ed un mese dopo si è esibita al Kennedy Centre di Washington sotto la direzione del Maestro Rinaldo Alessandrini. Inoltre, il 20 novembre, ha partecipato ad un concerto per celebrare il 30º anniversario dei principali sponsor dell'Opéra National de Paris AROP esibendosi insieme a cantanti come Barbara Frittoli, Natalie Dessay, Inva Mula, Sophie Koch, Piotr Beczała e Luca Pisaroni.

### 2011
A gennaio ha eseguito il Magnificat di Vivaldi per due mezzosoprani in compagnia di Elīna Garanča a Monaco di Baviera presso la sala da concerto Herkulessaal sotto la direzione del Maestro Riccardo Muti.
A maggio ha interpretato il ruolo di Orfeo nell'opera Orfeo ed Euridice del compositore Christoph Gluck a Parigi. Nel periodo estivo ha cantato nell'opera Rusalka di Dvořák al Glyndebourne Festival sotto la direzione del Maestro Sir Andrew Davies. Durante i mesi di agosto e dicembre ha partecipato alla tournée europea che portava in scena l'opera Farnace di Vivaldi (diretta da Diego Fasolis, Max Emmanuel Cencic e Vivica Genot, accompagnati dall'orchestra iBarroccisti).
Il 16 ottobre ha debuttato sul palco di una delle migliori sale da concerto in Europa: il Concertgebouw di Amsterdam, esibendosi in un concerto di musica barocca insieme all'orchestra Combattimento Consort Amsterdam diretta dal Maestro Jan Willem de Vriend. Alla fine dello stesso mese ha eseguito i Lieder eines fahrenden Gesellen di Mahler, sotto la direzione del Maestro Riccardo Muti sia a Shanghai, in cui è stata accompagnata dall’Orchestra Sinfonica di Shanghai, che al Festival Musicale di Pechino.
A dicembre è tornata in Russia per esibirsi in un concerto insieme a Dmitrij Chvorostovskij e Marcello Giordani presso la Sala Concerti del Palazzo di Stato del Cremlino.

### 2012
Nei mesi di gennaio e febbraio si è esibita nell'opera Manon composta da Massenet cantando con Natalie Dessay all’Opéra Bastille di Parigi.
Il 16 marzo si è esibita ad un Galà di beneficenza organizzato a Düsseldorf a sostegno delle persone che convivono con l'AIDS. Pochi giorni dopo, il 22 marzo, ha partecipato alla prima rappresentazione in Russia dell'opera Oberon di Weber alla Sala da Concerto Čajkovskij a Mosca accompagnata dall'orchestra Musica Viva sotto la direzione del Maestro Aleksandr Rudin.
A marzo ha debuttato a Monaco esibendosi al Teatro dell’Opera di Stato della Baviera nell'opera Evgenij Onegin di Čajkovskij (Tat’jana è stata interpretata da Ekaterina Ščerbačenko, Onegin da Simone Keenlyside e Lenskij da Pavol Breslik).
Ad aprile ha eseguito il Requiem di Mozart a Roma al Festival di Pasqua (diretto da Erik Nielsen).
A giugno è tornata nella capitale francese per eseguire l'opera di Prokof’ev L'amore delle tre melarance all’Opéra Bastille.
A luglio ha fatto il suo grande debutto al Festival di Radio France a Montpellier con il concerto dell'opera Una vita per lo Zar composta da Glinka e diretta dal Maestro Aleksandr Vedernikov, in cui si sono esibiti come solisti anche Gennadij Bezzubenkov, Al’bina Šagimuratova e Dmitro Popov.
Ad ottobre si è esibita al Teatro dell’Opera di Vienna (Wiener Staatsoper) nel ruolo di Annio dall'opera La clemenza di Tito composta da Mozart, accompagnata dall'Orchestra Filarmonica di Vienna e diretta dal Maestro Adam Fischer. Si sono esibiti come solisti anche Richard Croft, Chibla Gerzmava, Magdalena Kožená e Adam Placetka.
A dicembre si è esibita al Teatro dell’Opera Herkulessaal di Monaco per eseguire la Messe As-dur di Schubert sotto la direzione del Maestro Riccardo Muti. Nello stesso mese ha eseguito l’opera Lauda per la natività del Signore composta da Ottorino Respighi al Festival internazionale di musica Le serate di dicembre di Svjatoslav Richter al Museo Puškin sotto la direzione del Maestro Jurij Bašmet.

### 2013
A gennaio ha debuttato in La dama di picche nei ruoli di Polina e Milovzor al Teatro dell’Opera di Vienna con la partecipazione di importanti artisti quali Grace Bumbry nel ruolo della Contessa, Neil Shicoff come Herman, Hasmik Papian come Liza e Tomas Tomasson come Tomsky.
Nei giorni 12, 15, 18 e 22 aprile ha cantato il ruolo di Ol’ga dall’opera Evgenij Onegin al Teatro dell’Opera di Vienna in compagnia di illustri artisti quali: Anna Netrebko (debuttando nel ruolo di Tat’jana), Dmitrij Chvorostovskij come Onegin, Dmitrij Korčak come Lenskij.
A giugno si è esibita in diversi concerti a Chicago, ad esempio nel Magnificat di Vivaldi, accompagnata dall’Orchestra Sinfonica di Chicago, diretta dal Maestro Riccardo Muti.
Alisa ha aperto la stagione 2013-2014 con il debutto nel ruolo di Fenena nel Nabucco di Verdi al Teatro dell’Opera di Vienna sotto la direzione del Maestro Paolo Carignani. Insieme a lei si sono esibiti anche Željko Lučić come Nabucco, Jennifer Wilson come Abigaille e Vitalij Kowaljow come Zaccaria.
Nel mese di ottobre ha interpretato Maddalena in una nuova produzione di Rigoletto al Teatro dell’Opera di Monaco di Baviera, diretta dal Maestro Stefano Ranzani. Hanno partecipato alla rappresentazione anche George Petean come Rigoletto, Josef Caleha come Duca di Mantova e Alexandra Kurzak come Gilda.
Il mese seguente si è esibita nuovamente sul palcoscenico del Teatro dell’Opera di Monaco di Baviera interpretando Suzuki in Madama Butterfly sotto la direzione del Maestro Placido Domingo, lavorando insieme ad Anna Maria Martinez e Neil Shicoff. Gli spettacoli sono stati un successo clamoroso.
Alisa è anche apparsa in due nuove rappresentazioni al Teatro dell’Opera di Vienna: Il flauto magico di Mozart sotto la direzione del Maestro Christoph Eschenbach e Adriana Lecouvreur di Cilea diretta dal Maestro Evelino Pidò.

### 2014
A gennaio ha interpretato il ruolo di Fëdor nell'opera Boris Godunov con Ferruccio Furlanetto nel ruolo di protagonista.
A marzo ha debuttato trionfalmente al Teatro dell’Opera di Roma nel Maometto secondo di Rossini sotto la direzione del Maestro Roberto Abbado. Sul palco si sono esibiti anche artisti come Marina Rebeka e Juan Francisco Gatell.
Nei mesi di maggio e giugno è tornata a cantare al Teatro dell’Opera di Vienna esibendosi in Andrea Chénier sotto la direzione del Maestro Paolo Carignani, nonché nelle opere L’oro del Reno, Parsifal e Il crepuscolo degli dei composte da Wagner e dirette dal Maestro Jeffrey Tate.
A luglio Alisa ha cantato in un concerto di Evgenij Onegin alla Philharmonie di Lussemburgo. Sul palco insieme a lei si è avuto l’onore di ascoltare Veronika Džioeva, Vasilij Ladjuk ed altri artisti.